# Panterins
Els panterins (Pantherinae) són una subfamília dins la família Felidae, que conté els gèneres vivents Panthera i Neofelis. Es diferencien de la resta dels fèlids per l'absència d'ossificació de la gola, cosa que els permet rugir. La majoria d'espècies tenen una mida més gran que la resta de felins i una musculatura i una força més desenvolupades, ja que normalment són els depredadors dominants en els seus hàbitats. Excepte el lleó (Panthera leo), tots són animals principalment solitaris. Es calcula que els panterins i els felins van divergir d'un ancestre comú fa uns 11 milions d'anys.